# 第37独立海兵旅団 (ウクライナ海兵隊)
第37独立海兵旅団（だい37どくりつかいへいりょだん、ウクライナ語: 37-ма окрема бригада морської піхоти）は、ウクライナ海兵隊の旅団。海兵隊司令部隷下。

## 概要

### ロシアのウクライナ侵攻

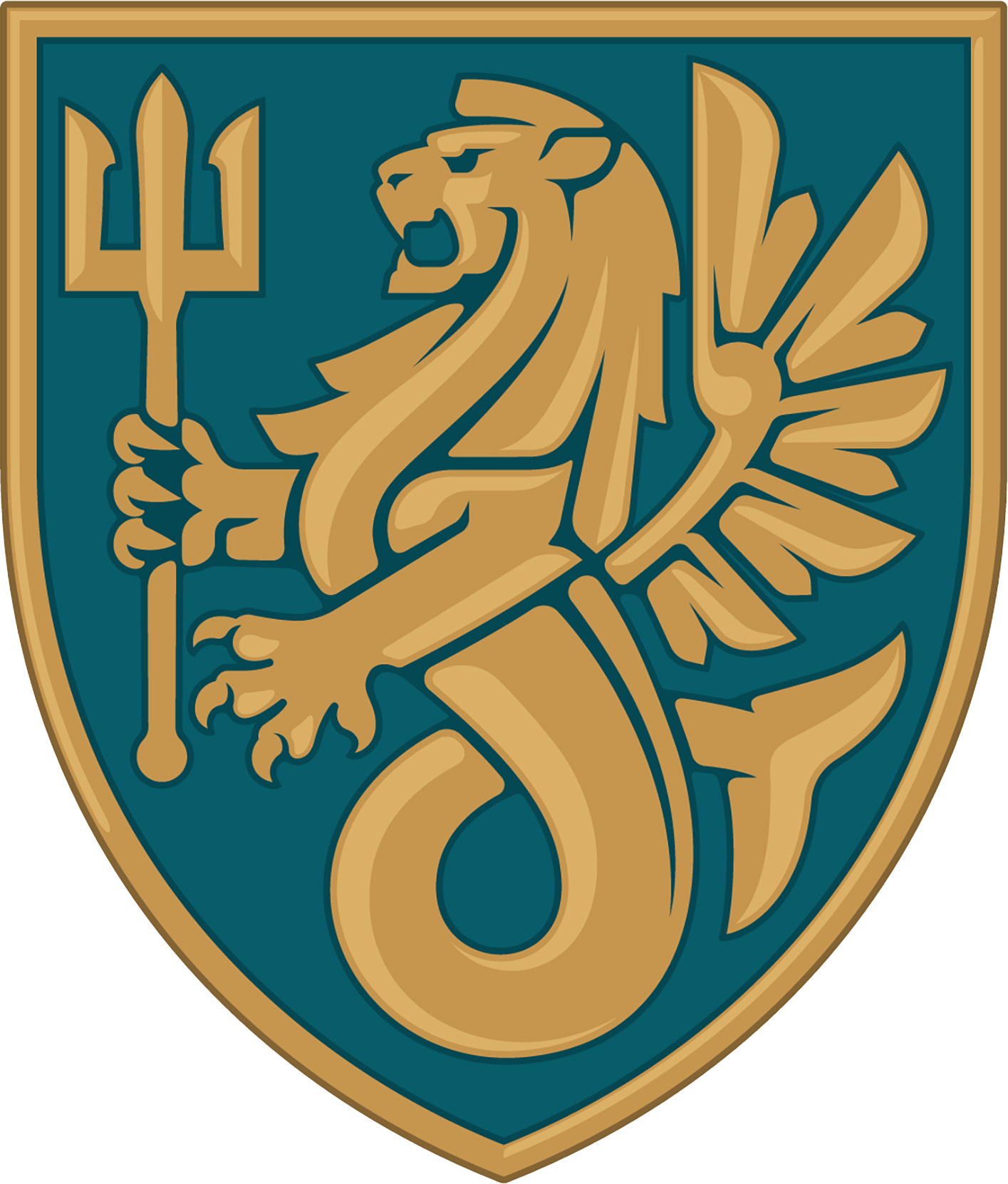
ウクライナ海軍第37独立海軍歩兵旅団章

2023年1月12日、ロシアのウクライナ侵攻の影響に伴い、ウクライナ空中機動軍第79独立空中強襲旅団隷下の1個空中強襲大隊を基幹にウクライナ海軍第37独立海軍歩兵旅団として創設された。
2023年4月、NATOの機密文書が流出し、西側諸国供与のクーガー装甲車、AMX-10RCが配備されたことが判明した。

#### 南部・ドニエプル川戦線
2023年4月、南部ヘルソン州カホウカ地区に配備され、ドニエプル川西岸を防御した。
2023年5月23日、ウクライナ海軍からの独立で創設されたウクライナ海兵隊に編入した。

#### 東部・南ドネツク戦線
2023年6月、東部ドネツィク州ヴォルノヴァーハ地区に再配置され、第35独立海兵旅団と共にヴェリカ・ノヴォシルカ方面で攻勢を開始し、スタロマイオルスケを解放した。

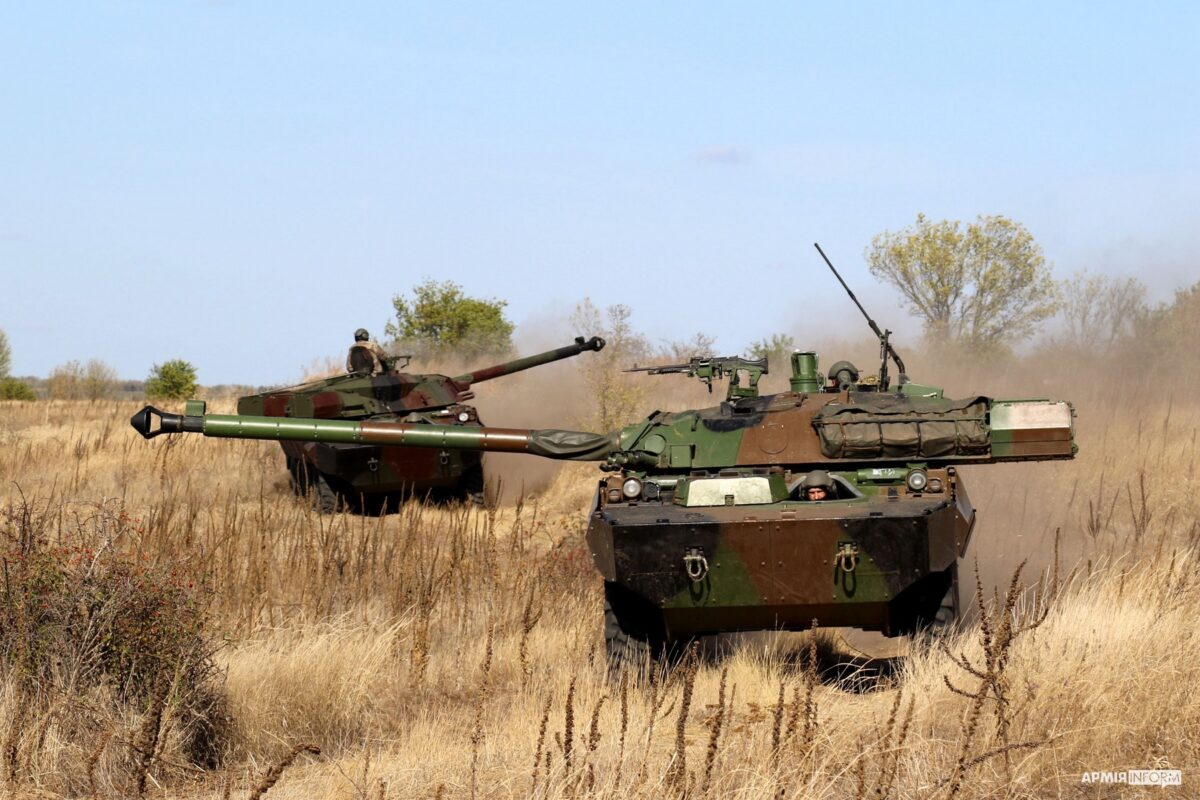
AMX-10RCを運用する様子
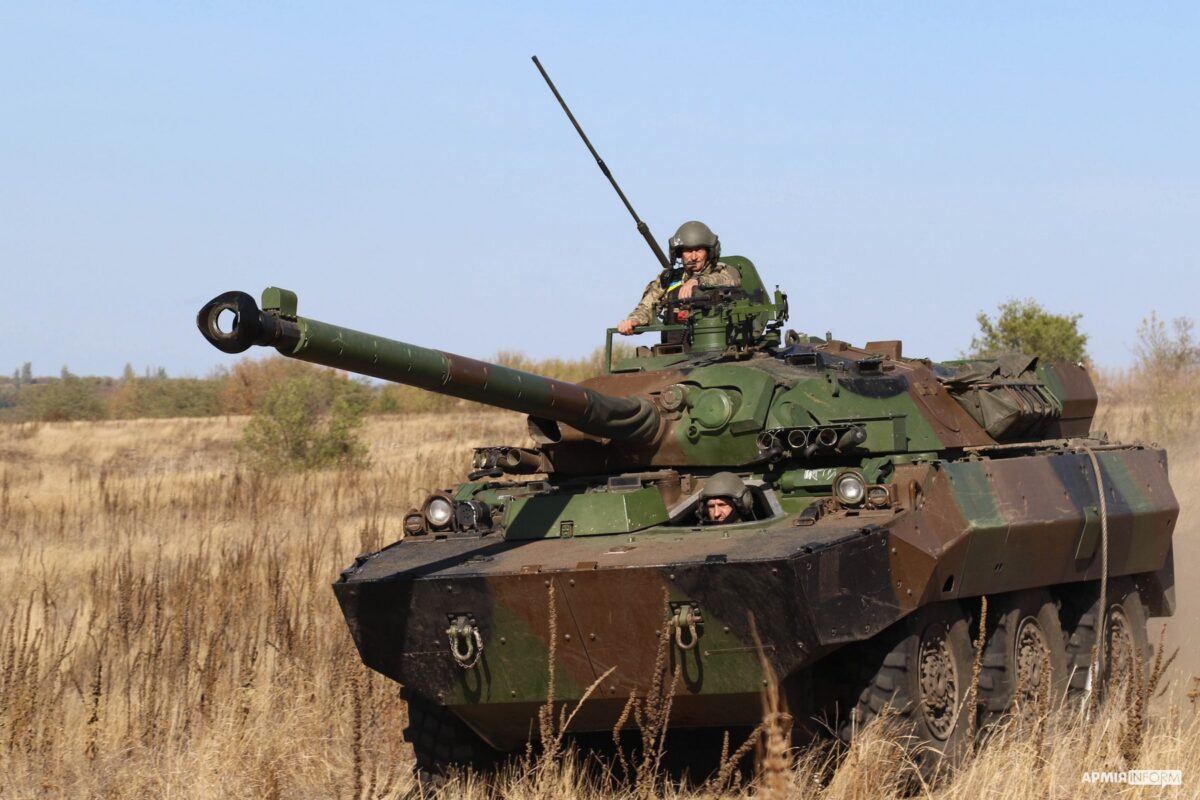
AMX-10RCを運用する様子
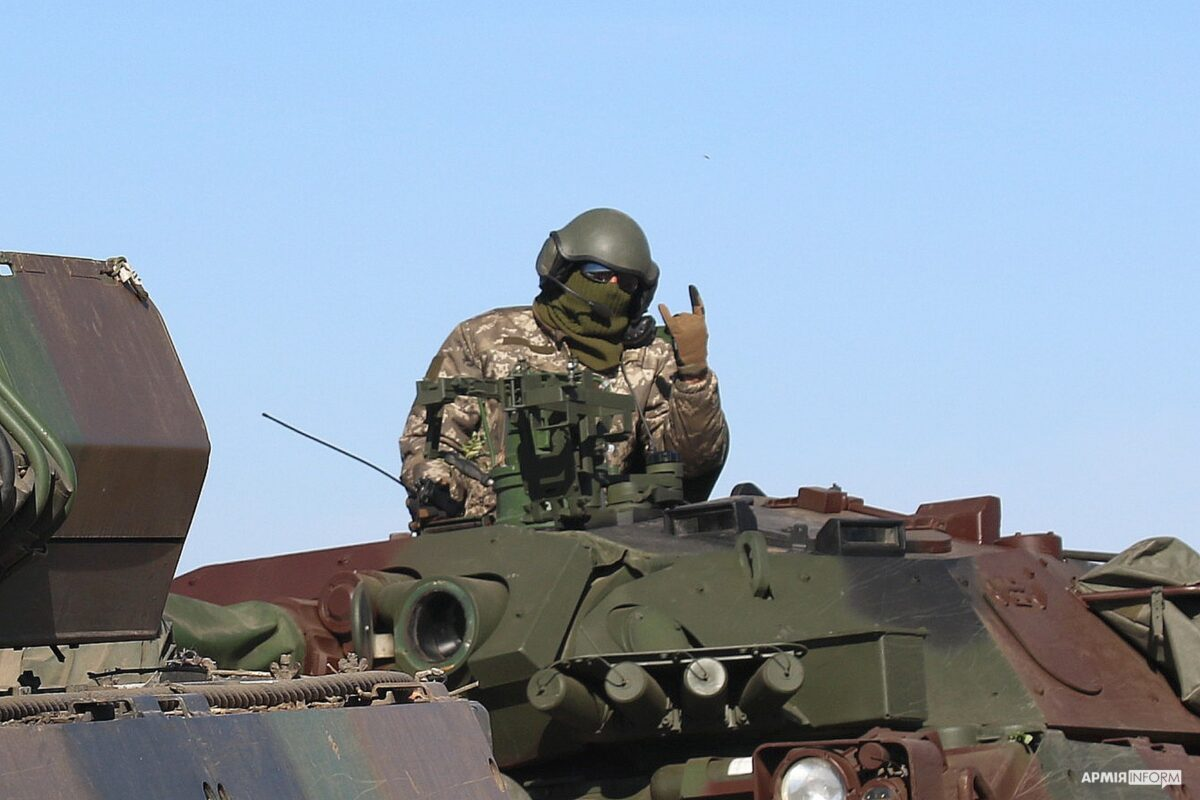
AMX-10RCを運用する様子

#### 南部・ドニエプル川戦線

第37独立海兵旅団旗

2023年12月、南部ヘルソン州ヘルソン地区に再配置され、第137独立海兵大隊と交代でドニエプル川東岸に展開した。

#### 東部・ポクロウシク戦線
2024年11月、激戦地の東部ドネツィク州ポクロウシク地区に再配置され、友軍の救援でマリンカ西のクラホベ方面に展開した。

## 編制
- 旅団司令部（チョルノモルシク）
- 第1海兵大隊
- 第2海兵大隊
- 第505独立海兵大隊（ウクライナ語版）（ビルホロド＝ドニストロフスキー）
- 戦車大隊
- 旅団砲兵群
  - 本部中隊
  - 自走砲大隊
  - ロケット砲大隊
  - 対戦車砲大隊
- 防空大隊

- 工兵大隊
- 整備大隊
- 兵站大隊
- 偵察中隊
- 狙撃中隊
- 電子戦中隊
- 通信中隊
- レーダー中隊
- NBC防護中隊
- 衛生中隊
- 無人機大隊